# Átila Abreu
Átila Roberto de Abreu (Sorocaba, 10 de maio de 1987) é um automobilista brasileiro.
Foi vencedor do Capacete de Ouro Kart – Revelação em 2000, melhor estreante no campeonato europeu de kart em 2002, piloto revelação de 2008 na Stock Car, e Capacete de Bronze - Nacional em 2009.

## Trajetória no automobilismo
O piloto iniciou sua carreira ainda em 1996 em competições de kart, modalidade na qual foi campeão paulista e bicampeão brasileiro. Com bagagem de sucesso em nível nacional, Átila começa sua carreira na Europa onde, em sua primeira temporada, conquista um terceiro lugar  na classificação geral no campeonato europeu.
Em 2003, ingressa na Fórmula BMW alemã, onde consegue um sétimo lugar. No ano seguinte, torna-se vice-campeão da Fórmula BMW, atrás apenas do alemão Sebastian Vettel. Além de ser companheiro de equipe de Vettel, Átila dividiu o cargo de piloto oficial da Mercedes-Benz com Lewis Hamilton em 2005. Nesse mesmo ano abandonou as competições de monopostos, devido a sérios problemas relacionados a sua altura (1,90 m), transferindo-se para as competições de carros de turismo.

### Stock Car Brasil
O ano de 2006 foi o ano de transição dos carros monopostos para os de turismo. Ingressou na Stock Car onde realizou suas três primeiras corridas.
Em 2008, sua primeira temporada completa, competiu na Stock Car V8, pela equipe Texaco JF Racing, tendo sido eleito o piloto revelação da competição, da qual terminou na oitava colocação, tendo também avançado aos Playoffs.
A partir de 2009, Átila troca de equipe e vai para a AMG Motorsports, levado por Ingo Hoffmann, que se aposentou na equipe. Mais uma vez, o paulista consegue ir para a fase final, depois de campanha sólida na temporada regular, finalizando o ano na sétima posição no campeonato. Seu primeiro companheiro de equipe foi o curitibano Lico Kaesemodel, que foi parceiro de Ingo nas duas últimas temporadas e é seu pupilo. Posteriormente, em 2010, foi substituído por Gustavo Sondermann, enquanto que, em 2011, Antonio Jorge Neto e Serafin Jr. competiram no segundo carro.
Em 2010, o piloto sorocabano conquistou sua primeira vitória da carreira na Stock Car, na Etapa de Ribeirão Preto e voltou a avançar aos playoffs.
2011 marcou a continuidade de um recorde pessoal para Átila, que conseguiu avançar novamente aos Playoffs, grupo do qual nunca saiu, desde que disputou sua primeira temporada completa. A despeito de dois abandonos na temporada regular, Átila foi para a fase final com o terceiro lugar na classificação, graças a duas vitórias - uma em Ribeirão Preto e outra no Velopark. No entanto, após envolvimento em seguidas batidas nos Playoffs, o piloto terminou o campeonato em décimo.
Mas foi na Temporada da Stock Car Brasil de 2014, que o piloto de Sorocaba realizou sua melhor temporada, terminando como vice-campeão, atrás apenas do ex-piloto de Formula 1 Rubens Barrichello.
Resultados na Stock Car Brasil
| Ano  | Equipe         | Carro            | 1     | 2       | 3     | 4       | 5       | 6       | 7      | 8      | 9       | 10      | 11      | 12     | Classificação | Pontos |
| ---- | -------------- | ---------------- | ----- | ------- | ----- | ------- | ------- | ------- | ------ | ------ | ------- | ------- | ------- | ------ | ------------- | ------ |
| 2008 | JF Racing      | Peugeot 307      | SAO 6 | BSB Ret | CTB 4 | SCZ Ret | CGD 3   | SAO 12  | RIO 10 | LON 9  | CTB 9   | BSB 20  | TAR Ret | SAO 18 | 8º            | 217    |
| 2009 | RC Competições | Chevrolet Vectra | SAO 7 | CTB Ret | BSB 3 | SCZ 3   | SAO 12  | SAL Ret | RIO 4  | CGD 3  | CTB 7   | BSB 10  | TAR 7   | SAO 15 | 7º            | 243    |
| 2010 | AMG Motorsport | Chevrolet Vectra | SAO 2 | CTB 7   | NSR 2 | RIO 2   | RIB 1   | SAL Ret | SAO 3  | CGD 16 | LON Ret | SCZ 4   | BSB Ret | CTB 19 | 5º            | 234    |
| 2011 | AMG Motorsport | Chevrolet Vectra | CTB 4 | SAO 9   | RIB 1 | NSR 1   | CGD Ret | RIO Ret | SAO 5  | SAL 3  | LON Ret | SCZ DSQ | BSB Ret | NSR 13 | 10º           | 219    |

## Vida pessoal
Desde 2008 namora a apresentadora Renata Fan.

## Títulos
- Bicampeão paulista de kart (1998 e 1999)
- Bicampeão brasileiro de kart (1999 e 2000)
- Bicampeão da Copa do Brasil de kart (1999 e 2000)
- Campeão sul brasileiro de kart (2000)
- Campeão da Copa Fly de kart (2001)